# Anosia alba
Anosia alba är en fjärilsart som beskrevs av Morishita 1981. Anosia alba ingår i släktet Anosia och familjen praktfjärilar. Inga underarter finns listade i Catalogue of Life.